# Hayashi Yoshimasa
Hayashi Yoshimasa (林 芳正 (Lâm Phương Chính)  sinh ngày 19 tháng 1 năm 1961) là một chính trị gia người Nhật Bản.  Là đảng viên Đảng Dân chủ Tự do, ông còn là Nghị viên Chúng Nghị viện đại diện cho quận 3 Yamaguchi. Ông từng là Bộ trưởng Ngoại giao Nhật Bản từ năm 2021 đến năm 2023 và hiện đang là Chánh Văn phòng Nội các Nhật Bản kể từ ngày 14 tháng 12 năm 2023 sau khi người tiền nhiệm Matsuno Hirokazu từ chức.